# Wolf Hunter
Wolf Hunter (Hunter Hunter) è un film del 2020 diretto da Shawn Linden.
Pellicola horror di produzione canadese e statunitense sceneggiata dallo stesso Linden, alla sua opera prima da regista.

## Trama
La famiglia Mersault vive da molti anni in una casa di montagna completamente isolata dalla civiltà circostante, vivendo dell'attività di cacciatore del padre e dell'agricoltura della madre. Soltanto sporadicamente la famiglia si rivolge a un negozio per l'acquisto di alcune provviste, tuttavia un inverno particolarmente rigido mette a rischio la loro sopravvivenza. Mentre il padre (Joseph) insegna alla figlia tredicenne Renée come cacciare e scuoiare un cerbiatto, l'uomo si rende conto della presenza di un lupo nel territorio circostante alla loro abitazione. Quando la ragazzina comunica ciò alla madre (Anne), quest'ultima fa pressioni affinché la famiglia si trasferisca in un paese limitrofo e inizi a vivere in maniera diversa: la donna è preoccupata per le loro sorti in quell'inverno così rigido e per il futuro di sua figlia, la quale non ha mai frequentato una scuola né ha mai potuto scegliere se fare o meno quel tipo di vita. L'uomo rifiuta tuttavia la sua proposta.
Nei giorni seguenti, Joseph continua a dare la caccia al lupo insieme a sua figlia, mettendo in questo modo a rischio la vita della ragazza. Il giorno seguente l'uomo va dunque a caccia da solo: mentre è via, il cane di famiglia scappa e Anne e Renée hanno un incontro ravvicinato con il lupo. Nei giorni seguenti Joseph non fa ritorno a casa: moglie e figlia iniziano ad essere sempre più preoccupate, e così la donna decide di recarsi in paese per denunciare alla polizia la scomparsa di suo marito. I poliziotti, che proprio quella mattina erano stati impegnati nell'allontanamento di un orso che aveva raggiunto il paese, le rivelano tuttavia che il modo in cui lei e suo marito vivono e crescono sua figlia è illegale: inoltre il territorio in cui vivono è soltanto sotto la giurisdizione dei federali, dunque in ogni caso la polizia non potrebbe intervenire. I poliziotti si rifiutano infine di dare la caccia a un lupo che vive nel suo habitat e non ha invaso il centro abitato. 
Tornata a casa, per la prima volta Anne è costretta a cacciare in prima persona per procurare del cibo a sé e sua figlia. Apprende quindi da quest'ultima come scuoiare un cerbiatto, tecnica che Renée aveva a sua volta appreso dal padre. Il giorno seguente, Anne e Renée trovano un uomo ferito nel bosco e decidono di portarlo a casa per soccorrerlo. L'uomo, il cui nome è Lou, rimane presso casa Mersault per la convalescenza mentre le due donne attendono il ritorno di Joseph. Il giorno dopo Anne vorrebbe far andare via Lou, tuttavia quest'ultimo è ancora troppo debilitato per farcela. Nel frattempo Barthes, uno dei poliziotti a cui Anne si era rivolta, raggiunge il bosco mentre è sulle tracce di un orso: l'uomo rimane tuttavia intrappolato in due trappole da orso, iniziando a perdere ingenti quantità di sangue. Nelle ore seguenti, dopo essere stata costretta a spezzare l'osso del collo ad una lepre per avere del cibo a disposizione, Anne scopre il cadavere di suo marito, morto di morte violenta: la donna corre immediatamente a casa, dove viene tuttavia immobilizzata e strozzata da Lou, il quale è in realtà un pericoloso criminale. 
Nel frattempo Lucy, partner lavorativa di Barthes, si mette alla ricerca del collega e lo trova grazie a un dispositivo GPS: la donna lo scopre in fin di vita e chiama immediatamente i soccorsi. Risvegliatasi dopo aver perso i sensi, Anne viene costretta da Lou a dirgli dove si trovano le chiavi del suo furgone; l'uomo le rivela inoltre di aver ucciso suo marito, il quale si era imbattuto in lui proprio durante la sua battuta di caccia. Lou prova a violentare Anne che però riesce a liberarsi e a far scattare una trappola per lupi in pieno volto dell'uomo, immobilizzandolo. La donna cerca dunque sua figlia, scoprendo con orrore che la ragazza è stata già assassinata da Lou; nel frattempo arrivano i soccorsi per Barthers, che è tuttavia già morto. Mentre la polizia individua alcuni cadaveri di donne abbandonati nel bosco e inizia dunque a svolgere delle indagini, Anne immobilizza Lou e lo sottopone alla pratica dello scuoiamento, spellandolo completamente dalla vita in su, volto compreso, mentre l'uomo è ancora in vita. La polizia si imbatte infine in Anne completamente ricoperta di sangue, non prima che abbia completato la sua vendetta: Lucy riconosce in lei la donna che le aveva chiesto aiuto pochi giorni prima ma alla quale non aveva dato ascolto.

## Accoglienza

### Pubblico
Il film ha incassato 32.075 dollari al botteghino.

### Critica
Sull'aggregatore Rotten Tomatoes il film riceve il 94% delle recensioni professionali positive con un voto medio di 6,8 su 10 basato su 52 critiche, mentre su Metacritic ottiene un punteggio di 61 su 100 basato su 9 critiche.